# Fearless (Le Sserafim)
Fearless è l'EP di debutto del gruppo femminile sudcoreano Le Sserafim. È stato pubblicato il 2 maggio 2022 dalla Source Music, e contiene cinque tracce, incluso il brano principale eponimo.

## Descrizione
Fearless contiene cinque tracce che incorporano vari generi tra cui Alternative pop, disco-funk e R&B. La canzone d'apertura, "The World is My Oyster" è caratterizzata da un "ritmo forte e da un tono psichedelico che ricorda una sfilata di moda". Il singolo "Fearless" è una traccia funk e alternative pop con un testo che parla di andare avanti senza essere scossi dal passato. "Blue Flame" è un brano disco-punk, mentre, "The Great Mermaid" è una rivisitazione della fiaba della Sirenetta dalla prospettiva delle Le Sserafim. "Sour Grape" è stata ispirata dalla favola di Esopo, la volpe e l'uva, e il suo testo parla della pura curiosità che l'amore desta e di egoismo in amore.

## Tracce
1. The World Is My Oyster – 1:47 (Score (13), Megatone (13))
2. Fearless – 2:48 (Score (13), Megatone (13), Supreme Boi, Blvsh, Jaro, Nikolay Mohr, "Hitman" Bang, |Oneye, Josefin Glenmark, Emmy Kasai, Kyler Niko, Pau, Destiny Rogers)
3. Blue Flame – 3:22 (Score (13), Megatone (13), Jonna Hall, Gayoung (PNP), Kim In-hyung, Danke (Lalala Studio), Ronnie Icon, Caroline Gustavsson, Kim Chae-won, Huh Yun-jin)
4. The Great Mermaid – 2:58 (Score (13), Megatone (13), "Hitman" Bang, Sunshine (Cazzi Opeia and Ellen Berg), Dsign Music, Danke, Kyler Niko, Pau, Lee Hyung-seok, Jeong Jin-woo)
5. Sour Grapes – 3:17 (Score (13), Megatone (13), Danke, Abir, Kayofkaj, Nermin Harambašić (Dsign Music), Lady V, Kim In-hyeong, Sunshine (Cazzi Opeia and Ellen Berg))

Durata totale: 14:12

## Formazione
- Kim Chaewon - Voce, testo e musica  (traccia 3)
- Sakura - Voce
- Huh Yunjin - Voce, testo e musica  (traccia 3)
- Kazuha - Voce
- Kim Garam - Voce
- Hong Eunchae - Voce

## Successo Commerciale
L'EP è stato certificato platino in Corea per aver venduto più di 250.000 copie e si è classificato al numero uno della classifica hot album della Billboard Japan.
Nel marzo 2023. Fearless doppio platino per aver venduto più di 500.00 copie dalla KMCA.

## Classifiche

### Classifiche settimanali
| Classifica (2022)                     | Posizione massima |
| ------------------------------------- | ----------------- |
| Hungarian Albums (MAHASZ)             | 37                |
| Japanese Albums (Oricon)              | 3                 |
| Japanese Hot Albums (Billboard Japan) | 1                 |
| South Korean Albums (Gaon)            | 2                 |

### Classifiche di fine anno
| Classifica (2022) | Posizione |
| ----------------- | --------- |
| Corea del Sud     | 39        |
| Giappone          | 76        |